# مستشفى ميداني

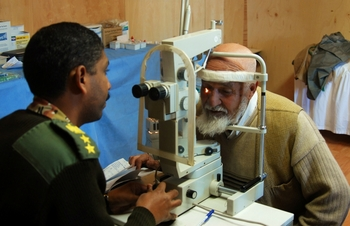
طبيب عيون من الجيش المصري يكشف على مواطن أفغاني بمستشفى الميدان - مدينة بكرام الأفغانية

احدى المستشفيات الميدانية بميدان التحرير

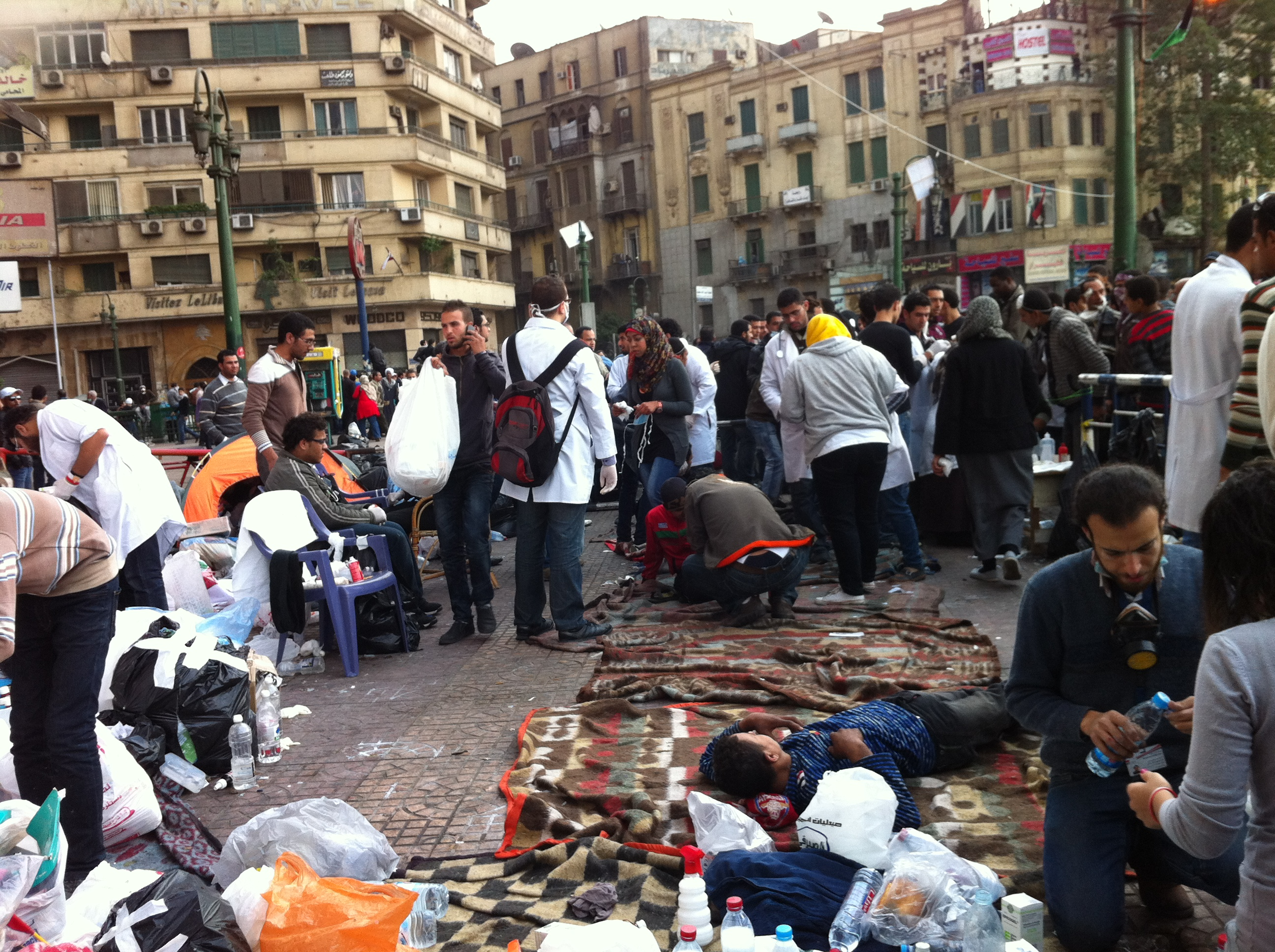
إحدى المستشفيات الميدانية بميدان التحرير أثناء ثورة 25 يناير

مستشفى الميدان هو وحدة طبية متنقلة سريعة التموضع بشكل مؤقت تهتم بالتدخل السريع الميداني للضحايا والمصابين في الموقع قبل أن يُنقلوا إلى مكان آمن أو إلى مستشفى أكبر وثابت.
في قديم الزمان وما زال الناس يستخدمون الخيم كمستشفيات ميدانية لسهولة نقلها تركيبها وفكها، امّا الآن فهنالك تقنيات جديدة أفضل بكثير من الخيم مثل الحاويات (الكونتينرات) العادية والقابلة للتوسع والمحمولة على القاطرات المزودة بأنظمة حيوية مختلفة ومقاومة للظروف الجوية والبئية القاسية.
في العام 2020 طورت مستشفيات ميدانية مصصمة خصيصا لمكافحة الأمراض المعدية المنقولة جواً مثل كوفيد 19 وغيرها مزودة بنظم الضغط السلبي وبنظم تعقيم متطورة بالاشعة فوق البنفسجية وباعداد كبيرة من وحدات العناية الحثيثة والمركّزة.
ويستخدم مصطلح مستشفى الميدان كثيرًا مع الإشارة إلى الأوضاع العسكرية، ولكن يمكن أن تستخدم أيضا في أوقات الكوارث أو الحوادث أو الثورات وكذلك مع الطب العسكري التقليدي.

مستشفى الميدان مكون من طاقم الطبي مجهزين بعدة الطبية المتنقلة وإسعافات أولية مهمه وفي كثير من الأحيان خيمة واسعة، بحيث يمكن بسهولة أن تتكون بالقرب مصدر الضحايا والمصابين. في البيئة الحضرية مثل المدن الكبيرة يتم إنشاء مستشفى الميدان في كثير من الأحيان في مبنى كبير وآمن ويمكن الوصول إليه بسهولة وواضح للغاية (مثل مطعم أوالمدرسة أو ما شابه).

القوانين الحديثة في الحرب (مثل اتفاقيات جنيف لعام 1949) والتي تشمل الحظر التام من القوات المهاجمة ضرب الأطباء أو سيارات الإسعاف أوالسفن الطبية، أو المستشفيات الميدانية التي تضع شعار الصليب الأحمر أوالهلال الأحمر أو أي شارة أخرى دولية للصليب الأحمر والهلال الأحمر، وأي هجوم من أي نوع في حالات الحرب تعد نقطة سوداء وجريمة حرب.

## الأنواع
تنقسم المستشفيات الميدانية إلى عدة أنواع حسب امكانياتها الطبية،
- النوع الأول مستشفى الميدان فئة اولى: حيت ان هذا المستشفى غير جراحي (مستوصف) يقوم بفرز المرضى واجراء الاسعافات الاولية،

- النوع الثاني مستشفى الميدان فئة ثانية: هذا المستشفى جراحي بسيط للحالات الجراحية الطفيفة كالكسر والولادة والعمليات الجراحية البسيطة،

- النوع الثالث مستشفى الميدان فئة ثالثة: هذا المستشفى جراحي معقد للحالات الجراحية المعقدة والحرجة مثل العمليات الجراحية للقلب والدماغ.

## التاريخ

### المحاربون القدماء
جرت العادة منذ العصور القديمة على إخراج الجنود الجرحى من ساحة المعركة والعناية بهم، إذ كان يتم نقلهم إلى ملاجئ مؤقتة وإعطائهم الرعاية المعتادة لتلك الفترة الزمنية.
في إلياذة هوميروس يذكر بإيجاز ماشاون وبوداليريوس. هذه أقدم إشارة أدبية للجراحين الميدانيين الذين ساعدوا الجنود في ساحة المعركة. كان من المعروف أن الإغريق والرومان يستخدمون المنازل والإسطبلات والمعابد المجاورة كمستشفيات ميدانية لرعاية الجنود الجرحى. حتى ذلك الحين أدرك الرومان أن أنظمة الصرف الصحي ساعدت في الحفاظ على نظافة المستشفيات الميدانية وإعادة الجنود المصابين إلى صحتهم مرة أخرى.